# سعيد القحطاني (لاعب كرة قدم مواليد 1970)
سعيد القحطاني لاعب كرة قدم سعودي لعب لنادي النصر السعودي في نهاية الثمانينات الميلادية وكان ضمن الفريق الذي حقق بطولة الدوري الممتاز 1989 وهو صاحب آخر أهداف النصر في ذلك الدوري وكان هدف الفوز في مرمى الهلال في مباراة التتويج التي دخلها الهلال حاملاً الورود لفريق النصر على ملعب الملز والتي انتهت 1/2.

## مشواره مع النصر
كانت تجربته قصيرة ولم يأخذ الفرصة الكافية إلا كبديل في ظل وجود أسماء كبيرة في الفريق على رأسهم ماجد عبد الله ومحيسن الجمعان في خط الهجوم النصراوي إلا أنه في مشاركاته القليلة نجح بتسجيل 3 أهداف في المنافس التقليدي في 3 مباريات متتالية في الديربي السعودي.

## مشواره مع المنتخب
لم يشارك مع المنتخب.

## إنجازاته
- بطولة الدوري الممتاز 1989.
- كأس الملك 1990.